# Тве, Давид
Давид Текло Тве (англ. David Teklo Tweh; род. 25 декабря 1998, Монровия) — либерийский футболист, полузащитник брестского «Динамо».

## Карьера
Начинал свою карьеру на родине, где выступал за одну из сильнейших команд страны «Баррак Янг Контроллерс». В 2019 году переехал в Белоруссию, где заключил контракт с «Энергетиком-БГУ». Довольно быстро Тве удалось стать лидером команды. В первом сезоне за команду либериец забил четыре гола и отдал восемь результативных передач. Благодаря своей статистике полузащитник стал одним из лучших легионеров чемпионата Белоруссии. Летом 2020 года перешёл в брестское «Динамо», а в начале следующего сезона — в брестский «Рух».
В январе 2022 года перешел в израильский «Хапоэль» (Ноф-ха-Галиль). Дебютировал за клуб 15 января 2022 года, выйдя в стартовом составе и сыграв 83 минуты против клуба «Хапоэль (Тель-Авив)». По итогу сезона занял с клубом последнее место в турнирной таблице израильской Премьер-лиги и отправился выступать в играх на выбывание. Первый матч в раунде на выбывание сыграл 19 марта 2022 года против «Ашдода», которому проиграл со счётом 0:2. Дебютный гол за клуб забил 23 апреля 2022 года в матче против «Маккаби» (Петах-Тиква). В июле 2022 года стал свободным агентом, покинув клуб по истечении контракта.
В августе 2022 года вернулся в «Хапоэль». Первый матч в Лиге Леумит сыграл 29 августа 2022 года в матче против «Ирони». Первый гол в сезоне забил 3 октября 2022 года в матче против «Хапоэля» (Рамат-Ган).
В августе 2023 года футболист перешёл в румынский клуб «Ботошани». Провёл за клуб всего лишь 3 матча в рамках Кубка Румынии и в январе 2024 года покинул клуб.
Вскоре перешел в «Хапоэль» из Кфар-Савы (Израиль, Д2), где за полсезона провел 11 встреч. В июле 2024 года стал игроком брестского «Динамо», подписав двухлетний контракт и получив 22 номер. В сезоне-2025 высшей лиги выходил на поле в 3 играх, проведя. в общей сложности всего 99 минут. В июле 2025 года перешел в «Ислочь».

## Сборная
За сборную Либерии Давид Тве дебютировал 15 ноября 2016 года в товарищеском матче против Кении, который закончился поражением его команды со счетом 0:1.

## Достижения
- Чемпион Либерии (2): 2016, 2018
- Обладатель Кубка Либерии: 2018